# 帝都物語異録
『帝都物語異録』（ていとものがたりいろく）は、荒俣宏の伝奇小説である『帝都物語』の解析書。

## 概要
帝都破壊を目論む魔人・加藤保憲の出生に秘密をのぞかせる「龍神村木偶茶屋（りゅうじんむらでくぢゃや）」を収録。魔術論、都市論など全4章から成る。

## 構成
- 加藤保憲の野望を遂げさせるために
- 帝都物語異録・龍神村木偶茶屋
- 第一章 魔人復活編
- 第二章 呪詛呪術編
- 第三章 永遠聖都編
- 第四章 怪異神霊編

## 龍神村木偶茶屋
『帝都物語』の前日談ともいえる短編であり、魔人加藤保憲の誕生の秘密が語られている。また、同時に『帝都幻談』、『新帝都物語』に登場する「加藤重兵衛」の秘密も語られており、『帝都幻談』、『新帝都物語』と『帝都物語』を繋ぐ重要なストーリーである。なお、『新帝都物語』と「木偶茶屋」の間にも小笠原諸島を舞台としたシナリオがあるようだが、いまだ文章化はされていない。

## 執筆者
- 荒俣宏
- 伊藤悠可
- 大宮司朗
- 黒塚信一郎
- 斎藤英喜
- 佐治芳彦
- 志村有弘
- 高橋富雄
- 豊嶋泰國

## 書誌情報
- 荒俣宏 編著『帝都物語異録』（原書房、2001年） ISBN 4-562-03452-1